# Дудіч Ганна Вікторівна
Ганна Вікторівна Дудіч (14 вересня 1976) — український педагог. Вчителька англійської мови Кропивницької гімназії імені Тараса Шевченка.
У 1998 році закінчила Центральноукраїнський державний педагогічний університет імені Володимира Винниченка.
Її підхід у викладанні базується на учнівських проектах та застосуванні новітніх технологій, зокрема системи Google Class. Має статус Microsoft Expert Educator.
У 2014 році на Міжнародному освітньому Форумі компанії Microsoft у Барселоні зайняла третє місце в номінації «Спільна робота». У 2016 році стала переможцем Всеукраїнського конкурсу «Вчитель–новатор», що проводить компанія «Майкрософт Україна» за сприяння Міністерства освіти і науки України.
У 2016 р. Ганна Дудіч потрапила у рейтинг 50 найкращих педагогів світу у номінації на міжнародну премію Global Teacher Prize. Претендує на «Нобелівську премію для вчителів» у розмірі один мільйон доларів.